# Права человека в Катаре
Права человека в Катаре — состояние прав человека в Катаре вызывает опасение у ряда неправительственных организаций. Основным источником законодательства Катара является шариатское право. В Катаре разрешены такие телесные наказания, как порка и забивание камнями. По данным правозащитной организации Хьюман Райтс Вотч, по состоянию на июнь 2012 года в Катаре нарушаются права трудовых мигрантов, большинство из которых является выходцами из южноазиатских стран, в частности, их принуждают трудиться под угрозой применения насилия.

## Шариатское право

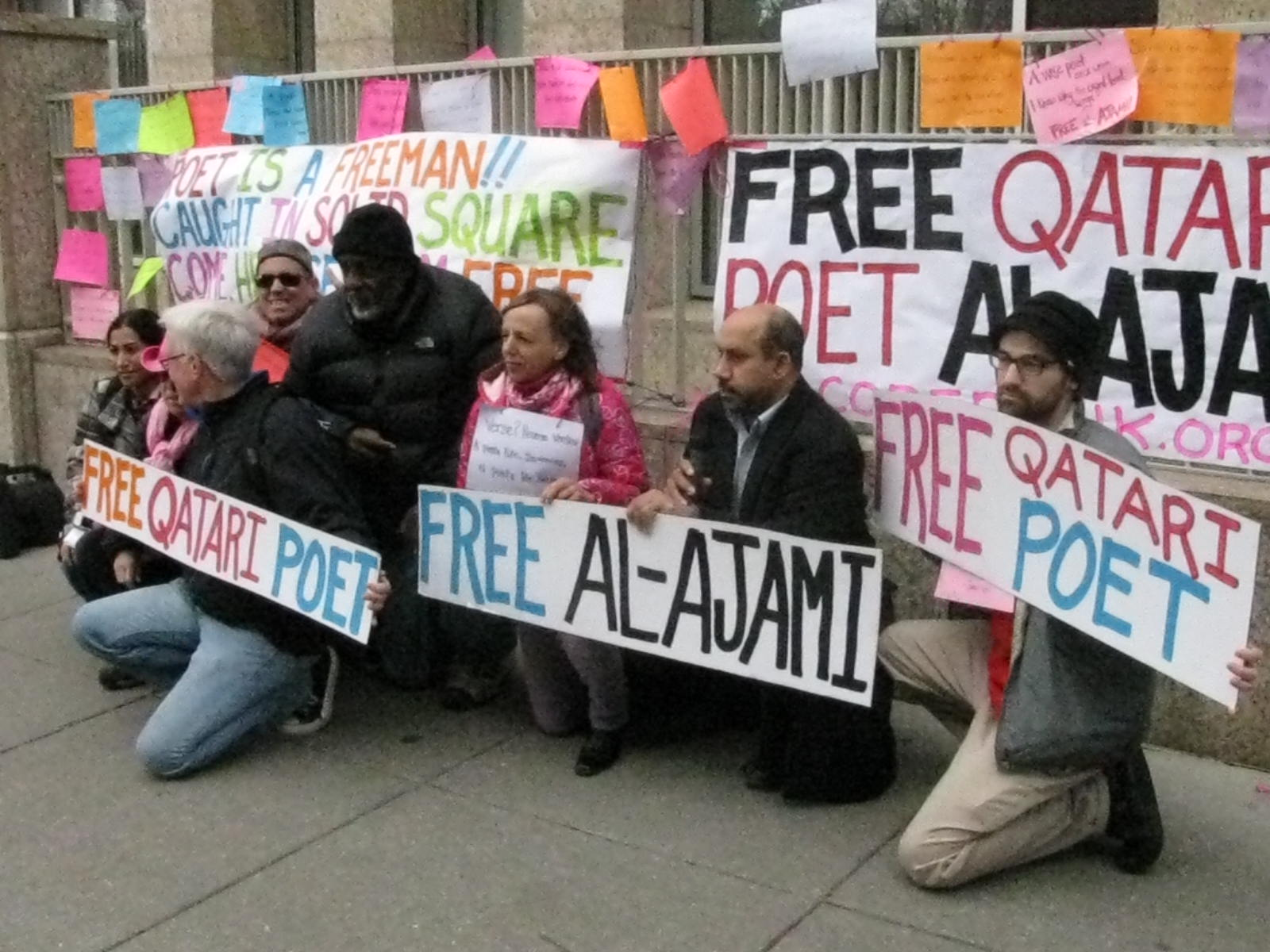
Демонстрация перед посольством Катара в США в поддержку поэта Мохаммеда аль-Аджами, приговорённого к тюремному сроку за чтение стихотворения, в котором критиковалось правительство Катара

Согласно конституции Катара, шариат является основным источником законодательства Катара. Нормы шариата отразились в семейном праве, правах наследования и ряде наказаний за уголовные преступления (например, супружеская измена, ограбление и убийство). Вследствие этого при разборе нарушений семейного права бывают случаи, когда показания женщин учитывают как имеющие вдвое меньший «вес», чем показания мужчин, а иногда свидетельства женщин вовсе не учитываются. Семейный кодекс был принят в Катаре лишь в 2006 году. На практике, впрочем, законодательство Катара представляет собой смесь исламского и гражданского права.
Ударами плетью в Катаре караются употребление алкоголя и незаконные сексуальные отношения. Согласно статье 88 Уголовного кодекса Катара, супружеская измена карается 100 ударами плетью. Также супружеская измена может караться смертной казнью, если она совершена женщиной-мусульманкой и мужчиной, который не является мусульманином.
Забивание камнями в Катаре является наказанием, предусмотренным законодательством.
Употребление алкоголя в Катаре частично разрешено. В некоторых пятизвёздочных отелях разрешено продавать алкоголь клиентам, если они не являются мусульманами. Для мусульман употребление алкоголя запрещено и карается депортацией либо ударами плетью.

## Политические права
В Катаре запрещено создание политических партий, профсоюзов, проведение демонстраций.

## Свобода вероисповедания

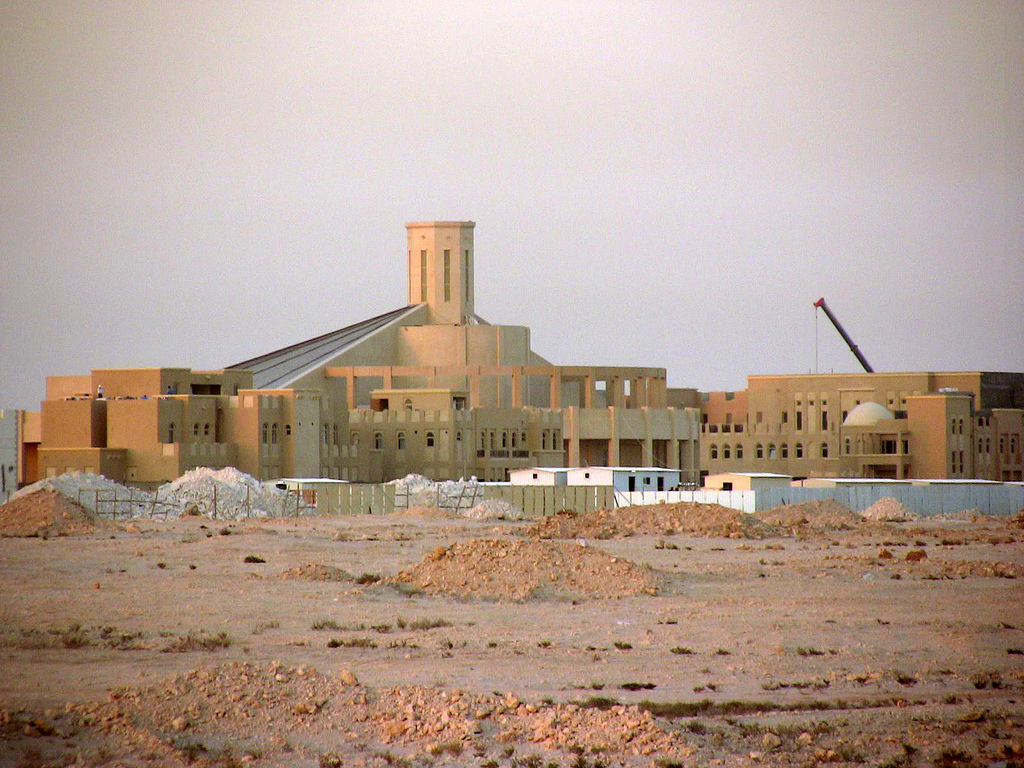
Первая католическая церковь, построенная в 2000 году в Катаре, не имеет внешних символов, свидетельствующих о её религиозной принадлежности

76 % населения Катара исповедует ислам. Выход из ислама считается в Катаре преступлением и карается смертной казнью. Богохульство — тюремным сроком до семи лет, пропаганда любой религии, кроме ислама, карается тюремным сроком до десяти лет. За гомосексуальные отношения полагается смертная казнь, если нарушитель является мусульманином.